# Haltichella megacerus
Haltichella megacerus är en stekelart som beskrevs av Schmitz 1946. Haltichella megacerus ingår i släktet Haltichella och familjen bredlårsteklar. Inga underarter finns listade i Catalogue of Life.